# Erik Rosengren (militär)
Erik Olof Rosengren, född 1 februari 1908 i Kalmar stadsförsamling i Kalmar län, död 22 februari 1988 i Oscars församling i Stockholms län, var en svensk militär.

## Biografi
Rosengren avlade officersexamen vid Kungliga Krigsskolan 1929 och utnämndes samma år till fänrik vid Jönköpings-Kalmar regemente, där han 1933 befordrades till löjtnant. Han studerade 1935–1937 vid Kungliga Krigshögskolan, var generalstabsaspirant 1937–1939, befordrades 1939 till kapten, tjänstgjorde 1939–1942 vid Arméstaben och tjänstgjorde 1942–1943 vid staben i III. militärområdet. Han var lärare vid Krigshögskolan 1943–1945 och tjänstgjorde 1945–1947 vid Livregementets grenadjärer. År 1947 befordrades han till major, varpå han tjänstgjorde 1947–1948 vid Arméstaben, tjänstgjorde vid Svea livgarde 1948 och var lärare vid Krigshögskolan 1948–1953. Han studerade 1951 vid Försvarshögskolan och befordrades samma år till överstelöjtnant. Åren 1953–1956 tjänstgjorde han vid Gotlands infanteriregemente. År 1956 befordrades han till överste och 1956–1959 var han chef för Älvsborgs regemente, under vilken tid han också var stabschef och Deputy Commander för United Nations Emergency Force i Gazaremsan 1957–1958. Han var chef för Krigshögskolan 1959–1961 och chef för Militärhögskolan 1961–1973. Han var 1962–1973 ordförande i Delegationen för militärhistorisk forskning. Rosengren befordrades 1965 till generalmajor och inträdde 1973 som generallöjtnant i reserven.
Erik Rosengren invaldes 1951 som ledamot av Kungliga Krigsvetenskapsakademien och 1970 som hedersledamot av Kungliga Örlogsmannasällskapet. Han är gravsatt i minneslunden på Galärvarvskyrkogården i Stockholm.

## Utmärkelser
- Kommendör med stora korset av Svärdsorden, 6 juni 1972.[5]

## Utgivna böcker
- Seitz, Heribert; Rosengren, Erik (1944). Huvuddragen av Sveriges freder och fördrag 1524–1905. Kortfattad sammanställning. Stockholm: Rabén & Sjögren.
- Rosengren, Erik, red (1948). I fält 1939–1945. Närkingar och bergslagsfolk under beredskapen. Örebro.